# Alessio Mosele (generale)
Alessio Mosele (in greco Ἀλέξιος Μωσηλέ?; fl. VIII secolo) è stato un generale bizantino.

## Biografia
Sull'origine di Alessio non conosciamo nulla, tuttavia sappiamo che la sua famiglia era di origine armena. Nel 790, fu nominato comandante di un tagma, un'unità militare introdotta nell'VIII secolo da Costantino V come propria guardia personale. Nello stesso anno, dopo che un funzionario di nome Stauracio informò Irene d'Atene che Costantino VI aveva tentato di ucciderla per assicurarsi il potere, l'imperatrice pose il figlio agli arresti domiciliari e successivamente ordinò a tutti i comandanti dell'esercito e funzionari di giurare fedeltà soltanto a lei. Tuttavia, i soldati di origine armena si rifiutarono di prestare tale giuramento, scatenando una rivolta e riconoscendo come un'unica autorità propri il figlio Costantino VI. Nel settembre di quell'anno, Alessio Mosele fu inviato dall'imperatrice reggente nel thema Armeniaco al fine di sopprimere la rivolta. Gli Armeni, tuttavia, fecero imprigionare il loro impopolare leader Niceforo, e dichiararono lo stesso Mosele loro nuovo comandante, acclamando nuovamente Costantino VI come unico imperatore. Dal momento che Mosele era un generale molto popolare, alla notizia della sua acclamazione diversi altri themata, soprattutto quelli situati nell'Asia Minore, seguirono seguirono la rivolta.
Mosele, ormai a capo della rivolta, decise di radunare tutte le truppe fornite dai themata in Bitinia, ove lo stesso generale inviò un ultimatum a Irene, affermando che se non avesse liberato il figlio Costantino VI l'esercito sarebbe marciato su Costantinopoli. Capendo che le truppe di Mosele erano in maggioranza, l'imperatrice accettò l'ultimatum e decise di liberare suo figlio. Costantino VI decise immediatamente di allontanare dalla corte imperiale tutti i consiglieri che erano stati vicini a Irene, la quale fu a sua volta rinchiusa in un palazzo di Bisanzio. Inoltre, l'ormai unico imperatore decise di inviare il generale e fanatico sostenitore dell'iconoclastia Michele Lacanodracone in Bitinia affinché ottenesse l'effettiva piena lealtà dell'esercito ribelle, il quale fece giuramento a Costantino VI e promise che non avrebbe mai appoggiato Irene. Alessio Mosele fu chiamato a Costantinopoli dall'imperatore, ove quest'ultimo lo nominò generale dell'Armeniakon e lo elevò al rango di patrikios.
Tuttavia, l'imperatore Costantino VI si mostrò molto presto incapace di governare efficacemente un impero così grande e i successi militari che i soldati tanto aspettavano non arrivarono. Nel gennaio del 792, l'imperatore fu costretto a chiamare a corte sua madre, la quale fu associata al ruolo del figlio, e i suoi collaboratori. Nuovamente, gli Armeni si rifiutarono di riconoscere Irene come imperatrice e si misero in contatto con Mosele, affinché tornasse da Costantinopoli per comandarli di nuovo. Costantino VI, tuttavia, su suggerimento della madre, lo torturò, gli rasò il capo e lo chiuse in un convento.
Nonostante il suo imprigionamento, l'esercito si ribellò comunque e Costantino VI, su consiglio di Irene e del suo fidato consigliere eunuco Stauracio, ordinò che Mosele fosse accecato. Quando gli Armeni vennero a conoscenza di tale notizia, incominciarono a marciare verso Costantinopoli, vincendo contro un esercito mandato da Costantino VI a novembre dello stesso anno ma vendendo tuttavia sconfitti nel maggio del l'anno successivo da una spedizione guidata dallo stesso imperatore.
Le sorti di Alessio Mosele restano sconosciute, anche se è molto probabile che rimase chiuso nel convento ove era stato inviato.